# 狐猴葵
狐猴葵（学名：Lemurophoenix halleuxii），又名紅葉懶猴葵，是馬達加斯加特有的一種棕櫚科植物。它們受到棲息地破壞的威脅，現正處於瀕危及受《瀕危野生動植物種國際貿易公約》附錄二的保護。